# Theodore Edward Cantor
Theodore Edward (Theodor Edvard) Cantor (1809-1860) fue un médico, zoólogo y botánico danés.
Cantor trabajó para la Compañía Británica de las Indias Orientales. Hizo colecciones de historia natural en Penang y Malaca.
En el campo científico de la herpetología describió muchas nuevas especies de reptiles y anfibios. Pelochelys cantorii, comúnmente conocida como la tortuga de caparazón blando gigante de Cantor, se llama así en su honor.
Fue el autor de:
- Notas concernientes a algunos peces de la India (1839)
- Características generales de Chusan (1842)
- El catálogo de los reptiles malayos (1847)
- El catálogo de los peces malayos (1850)